# نظرية الحقل التقليدية
إن النظرية التقليدية للفيض أو نظرية الحقل الكلاسيكي (بالإنجليزية: Classical field theory)‏ هي عبارة عن نظرية فيزيائية تتنبأ بكيفية تفاعل الفيض الفيزيائي مع المادة من خلال قوانين الفيض. مصطلح نظرية الفيض الكلاسيكية أو التقليدية دائما ما يعود لتفسير تلك النظريات الفيزيائية التي تفسر الكهرومغناطيسية والجاذبية. والذين يعتبروا بمثابة القوى الرئيسية للطبيعة. النظريات التي تندمج تحت ميكانيكا الكم تطلق عليها النظريات الكمية للفيض. 
الفيض الفيزيائي يمكن النظر إليه كمهمة نقل لكمية فيزيائية عند كل نقطة في الزمكان. كمثال على ذلك للتبسيط، في نشرة الطقس سرعة الرياح المارة بدولة ما يتم التعبير عنها بوضع متجه لكل نقطة في المكان. كل متجة يتم رسمه يمثل حركة تحرك الهواء عند تلك النقطة. وعندما يتقدم اليوم، فإن اتجاهات لتلك المتجهات تتغير بتغير اتجاهات حركة الرياح. من منظور رياضي، فإن الفيض التقليلدي أو الكلاسيكي يتم التعبير عنه بأقسام من الحزم الليلفية (حزمة ليفية) والتي تتبع نظرية (بالإنجليزية: Covariant classical field theory)‏.
التعبيرات عن الفيض الفيزيائي تم الوصول إليه قبل حلول نظرية النسبية ثم تم مراجعتها مجددا على ضوء تلك النظرية. وبالتالي، إن النظريات التقليدية للفيض ليست عادة ما يتم التعبير عنها في خانة النظريات «النسبية والغير نسبية». وقوانين الفيض الحديثة تميل إلى كونها تنسور أو موتر.
وفي عام 1839 تم تقديم قوانين الفيض بواسطة العالم جيمس جاكولاجه لكي تعبر عن الانعكاس والانكسار في «عريضة لأجل تفسير الانعكاس والانكسار البلوري».

## النظريات الغير نسبية للفيض
بعض من أنواع الفيض الفيزيائي البسيطة هي فيض متجهات القوة. تاريخيا، أول وقت تم أخذ الفيض على محمل الجد كانت خطوط فراداي للقوة عندما كان يعبر عن المجال الكهربي. والفيض الثقالي للجاذبية تم التعبير عنه على نفس المنوال. 

### جاذبية نيوتون
إن أول نظرية فيض للجاذبية كانت نظرية نيوتن للجاذبية من حيث التفاعل المشترك ما بين كتلتين يتناسب مع معكوس المسافة تربيع. كانت تلك النظرية مفيدة جدا في التنبؤ بحركة الكواكب حول الشمس. 
فأي جسم ضخم M لدية فيض ثقالي g والذي يعبر عن نفوذه على الأجسام الهائلة الأخرى. الفيض الثقالي للجسم الهائل M عند نقطة تبعد مسافة r في الفضاء تم اكتشافها بحساب القوة F التي يبذلها الجسم الضخم M على جسم صغير ذو كتلة m موجود عند البعد r مقسومة على m :
{\displaystyle \mathbf {g} (\mathbf {r} )={\frac {\mathbf {F} (\mathbf {r} )}{m}}.}
اشترط أن تكون m أصغر بكثير من M حتى يتم التأكد من أن الجسم m لديه تأثير طفيف على أداء الكتلة الهائلة M.
نسبة إلى قانون نيوتن العام للجاذبية فإن القوة F يتم التعبير عنها بواسطة: 
{\displaystyle \mathbf {F} (\mathbf {r} )=-{\frac {GMm}{r^{2}}}{\hat {\mathbf {r} }},}
وحيث أن  {\displaystyle {\hat {\mathbf {r} }}}  هو متجة الوحدة الذي الذي يؤشر على الخط الواصل بين M وبين m وحيث أن هناك ثابت اسمه G هو عبارة عن ثابث نيوتن للجاذبية. ولهذا فإن الفيض الثقالي للكتلة الهائلة M يمكن التعبير عنه كالتالي: 
s
{\displaystyle \mathbf {g} (\mathbf {r} )={\frac {\mathbf {F} (\mathbf {r} )}{m}}=-{\frac {GM}{r^{2}}}{\hat {\mathbf {r} }}.}
إن المشاهدة العملية تشير إلى أن الكتلة الأولية (Inertial) والكتلة الثقالية (gravitational) هي متساوية لدرجة غير متوقعة من الدقة والتي تؤدي إلى تحديد قوة الفيض الثقالي كحالة مثالية للعجلة المشاهدة عمليا لأي جسم. هذه هي نقطة البداية لمبدأ التعادل (equivalence principle) والذي أدي إلى مفهوم النسبية العامة.
1. لأجل مجموعة من الكتل الغير متصلة Mi والتي توجد على بعد نقاط r فإن الفيض الثقالي عند نقطة r بسبب تلك الكتل يساوي:

{\displaystyle \mathbf {g} (\mathbf {r} )=-G\sum _{i}{\frac {M_{i}(\mathbf {r} -\mathbf {r_{i}} )}{|\mathbf {r} -\mathbf {r} _{i}|^{3}}}\,,}
وبدلا من أن يكون لدينا عدد غير متصل من الكتل لو امتلكنا توزيع لكتلة متصلة  ρ ، فإن علامة الجمع في المعادلة السابقة يتم استبدالها بالتكامل:
{\displaystyle \mathbf {g} (\mathbf {r} )=-G\iiint _{V}{\frac {\rho (\mathbf {r} )d^{3}\mathbf {x} (\mathbf {r} -\mathbf {x} )}{|\mathbf {r} -\mathbf {x} |^{3}}}\,,}
لاحظ أن اتجاه نقاط الفيض من الموقع r إلى موقع الكتل ri  للتأكد من الإشارة السالبة. باختصار، هذا يعني أن كل الأجسام تتجاذب.
في شكل التكامل لقانون جاوس للجاذبية عبارة عن 
{\displaystyle \iint \mathbf {g} \cdot d\mathbf {S} =-4\pi Gm}
بينما في شكل التفاضل يكون:
{\displaystyle \nabla \cdot \mathbf {g} =-4\pi G\rho _{m}}
ولهذا، فإن الفيض المغناطيسي g يمكن كتابته بالنسبة إلى التدرج أو gradient وبالنسبة إلى الجهد الثقالي الكامن Gravitational potential φ(r) 
{\displaystyle \mathbf {g} (\mathbf {r} )=-\nabla \phi (\mathbf {r} ).}
هذا هو نتيجة إلى أن القوة الثقالية كونها منتظمة أو conservative.

### الكهرومغناطيسية

#### الكهربية الساكنة
إن أي جسيم مشحون تجريبي لدية كمية من الشحنة تساوي q تتأثر بقوة F تتناسب مع شحنتها. ومن الممكن أيضا التعبير عن المجال الكهربي E بواسطة العلاقة F = q E وبإستخدام قانون كولوم والقانون السابق يمكن الوصول للعلاقة المعبرة عن المجال الكهربي الناتج عن تلك الشحنة المنفردة.
{\displaystyle \mathbf {E} ={\frac {1}{4\pi \epsilon _{0}}}{\frac {q}{r^{2}}}{\hat {\mathbf {r} }}\,.}
{\displaystyle \mathbf {E} (\mathbf {r} )=-\nabla V(\mathbf {r} )\,.}
وأيضاً قانون غاوس للكهربية يوجد في شكله الرياضي باستخدام التكامل 
{\displaystyle \iint \mathbf {E} \cdot d\mathbf {S} ={\frac {q_{e}}{\epsilon _{0}}}}
بينما في شكله التفاضلي
{\displaystyle \nabla \cdot \mathbf {E} ={\frac {\rho _{e}}{\epsilon _{0}}}\,.}

#### المغناطيسية الساكنة
إن أي تيار ثابت I يسير خلال مسار L سوف يبذل قوة على أي جسيمات مشحونة قريبة منه والتي بتتابع تختلف عن التيار الكهربي المُعَبر عنه بالأعلى. القوة التي بذلت بواسطة التيار I على أي شحنة q قريبة منها تسير بسرعة v تساوي:
{\displaystyle \mathbf {F} (\mathbf {r} )=q\mathbf {v} \times \mathbf {B} (\mathbf {r} ),}
حيث أن B هو المجال المغناطيسي والذي يتم حسابه بواسطة قانون بيو-سافار:
{\displaystyle \mathbf {B} (\mathbf {r} )={\frac {\mu _{0}I}{4\pi }}\int {\frac {d{\boldsymbol {\ell }}\times d{\hat {\mathbf {r} }}}{r^{2}}}.}
المجال المغناطيسي ليس منتظم أو Conservative في الحالات العامة ولهذا لا يمكن التعبير عنخ باستخدام شكل الجهد الكامن القياسي. وعلى الرغم من ذلك إلا أنه يمكن التعبير عنه بنظام الجهد الكامن الإتجاهي A
{\displaystyle \mathbf {B} (\mathbf {r} )=\nabla \times \mathbf {A} (\mathbf {r} )}
قانون غاوس للمغناطيسية في حالة التكامل:
{\displaystyle \iint \mathbf {B} \cdot d\mathbf {S} =0,}
بينما يمكن التعبير عنه بشكل آخر وهو: 
{\displaystyle \nabla \cdot \mathbf {B} =0.}
التفسير الفيزيائي هو أنه لا يوجد في الطبيعة أي مغناطيس ذو قطب واحد فقط 

#### الكهربية المتحركة
في الحالات العامة، في وجود كثافة الشحنة Charge density  وكثافة التيار Current density كلاهما فسوف يوجد مجال كهربي ومجال مغناطيسي معا وهما يتغيران بتغير الوقت. لقد تم تحديدهما بمعادلات ماكسويل وهم عبارة عن عدة معادلات تفاضلية تربط المجال الكهربي E والمجال المغناطيسي B بكثافة الشحنة (الشحنة على وحدة الحجوم)  وكثافة التيار (التيار الكهربي على وحدة المساحة).
وبالتتابع يمكن للمرء التعبير عن أي نظام من حيث الجهد الكامن القياسي والإتجاهي معا. جُملة من المعادلات التكاملية معروفه باسم Retarded potential تسمح للمرء بحساب V و A بواسطة كثافة الشحنة وكثافة التيار. ومن هنا المجالات الكهربية والمجالات المغناطيسية يمكن حسابها بهذه العلاقات:
{\displaystyle \mathbf {E} =-\nabla V-{\frac {\partial \mathbf {A} }{\partial t}}}
{\displaystyle \mathbf {B} =\nabla \times \mathbf {A} .}

### جريان الموائع
ديناميكا الموائع لديها مجالات من الضغط والكثافة ومعدل سيران التيار والذين من خلالهما متصلين بقوانين بقاء الطاقة وقوانين بقاء كمية الحركة. معادلة إستمرارية الكتلة هي معادلة استمرارية تمثل قانون بقاء الكتلة:
{\displaystyle {\frac {\partial \rho }{\partial t}}+\nabla \cdot (\rho \mathbf {u} )=0}
إن قوانين نافير وستوكز Navier–Stokes equations تمثل قوانين بقاء كمية الحركة داخل المائع والتي تم الحصول عليها بتطبيق قوانين نيوتن للموائع.
{\displaystyle {\frac {\partial }{\partial t}}(\rho \mathbf {u} )+\nabla \cdot (\rho \mathbf {u} \otimes \mathbf {u} +p\mathbf {I} )=\nabla \cdot {\boldsymbol {\tau }}+\rho \mathbf {b} }
فلو كانت الكثافة والضغط و  deviatoric stress tensor τ وايضا القوى الخارجية الواقعة على الجسم كانت معطاه فإن مجال السرعة u هو متجة فيضي يمكن حله

## نظرية الجهد
إن تعبير نظرية الجهد تنشر حقيقة في فيزيا القرن التاسع عشر أن القوى الرئيسية للطبيعة تم الاقتناع على انها تم الحصول عليها من الجهد الكامن القياسي والتر تتناسب مه معادلة لا بلاس. ولكن بويسون Poisson طرح سؤال حول الثبوتية لمدارات الكواكب والتي تم التوصل إليها بواسطة Lagrange بدرجة التقريب الأولى من perturbation forces ومنها تم الحصول على قوانين بويسون والتي سميت خلفة. الشكل العام لهذة المعادلة هو: 
{\displaystyle \nabla ^{2}\phi =\sigma }
 σ  source function (density, هي عبارة عن كمية في وحدة الحجوم)
 φ the scalar potential الجهد الكامل القياسي.